# دالن (زاکسونی)-آنهالت
دالن (زاکسونی)-آنهالت (به آلمانی: Dahlen) یک منطقهٔ مسکونی در آلمان است که در اشتندل واقع شده‌است. دالن ۶۳۰ نفر جمعیت دارد.